# Frank Dehne
Frank Dehne (Berlino, 14 febbraio 1976) è un pallavolista tedesco.